# 上坂堇
上坂堇（日语：／ Uesaka Sumire；1991年12月19日—）是日本的女性聲優、藝人、歌手，過去隸屬於SPACE CRAFT，2020年9月4日离职并成为自由身，後於2021年3月1日加入VOICE KIT事務所。其唱片公司为KING AMUSEMENT CREATIVE，官方粉丝俱乐部为Sumi Perenpo。其代表作包括《少女与战车》的农娜、《不时轻声地以俄语遮羞的邻座艾莉同学》的艾莉、《不要欺负我，长瀞同学》的长瀞早濑、《BanG Dream! 》的白鹭千圣等。

## 經歷

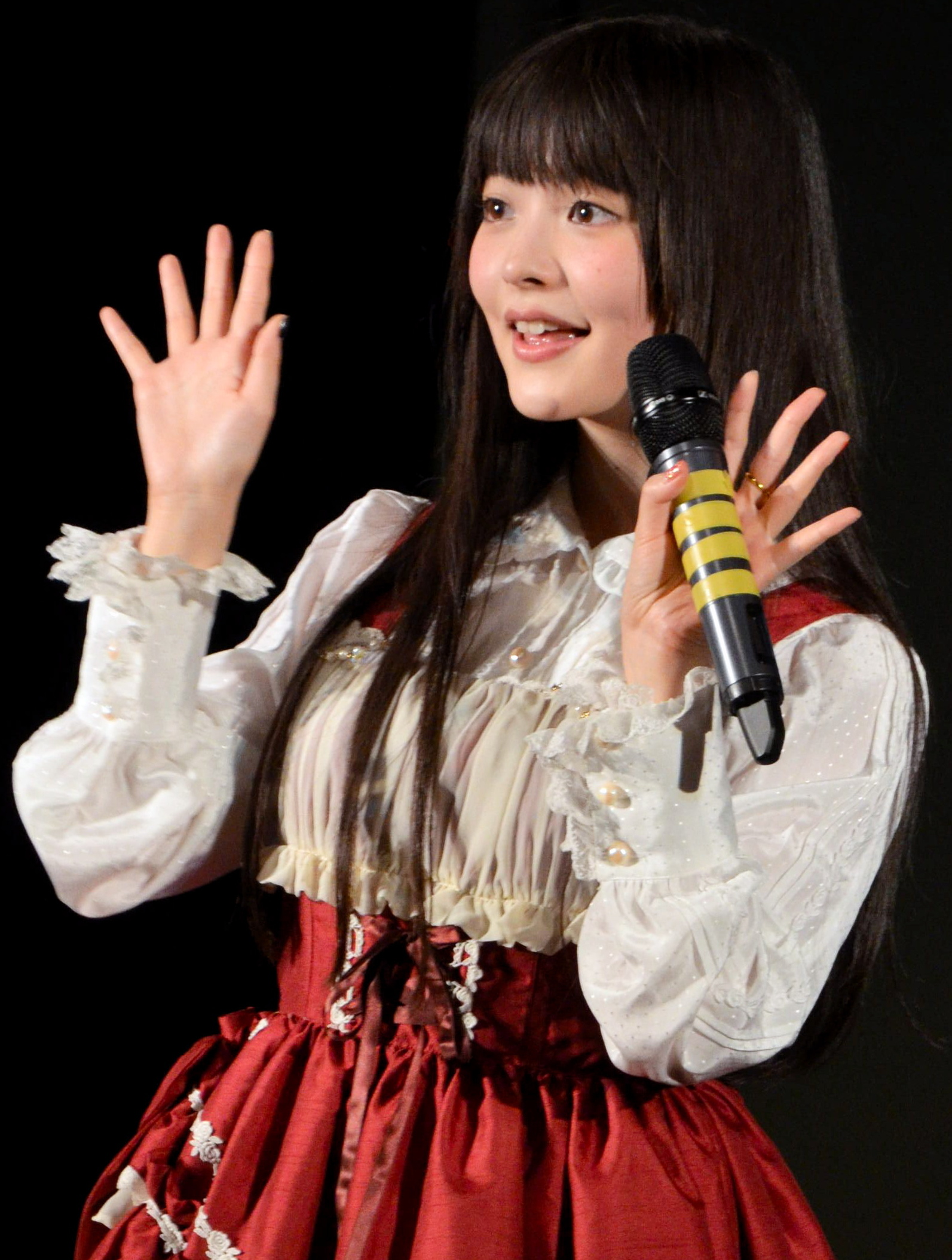
2015年的上坂堇

上坂堇在9岁参加实用英语技能检定之后的回家途中，被日本的星探公司Spacecraft Junior Talent Club看中。后来她在上述公司的协助下成为了第一个在沙宣广告中出现的日本人。上坂堇自此以童星身份开始活跃。后来她励志成为一名配音演员。
2011年，上坂堇参加了A&G NEXT GENERATION Lady Go!!广播剧的录制。
2012年1月，在電視動畫《要聽爸爸的話！》中第一次擔任主要角色之一的小鳥遊空，亦同時出演該系列作品的CD、遊戲、廣播。
2012年12月，她以嘉宾身份参加了在卡塔尔举行的第 23 届多哈国际书展的日本展位。 这是上坂参加的第一个文化外交活动。
2013年2月，宣佈演唱電視動畫《人魚又上鉤》的片頭曲，經由STARCHILD歌手出道。
2014年3月，自上智大學外國語學部俄語學科畢業。同年10月，應開拓動漫祭邀請前往台灣出席「第21屆亞洲動漫創作展」（Petit Fancy 21）。
2015年2月，在中野百老汇的画廊“pixiv Zingaro”举办了在广播节目中绘制的插画展览。
2015年4月1日，开设其官方粉丝俱乐部。
2016年3月，獲得第十回聲優獎新人女優賞。
2017年11月30日，上坂堇获得LINE BLOG of the Year 2017 卓越奖。
2019年6月19日，官方 Instagram 帐户开通。
2019年10月6日，應海上自衛隊邀請擔任海上自衛隊第一護衛隊群第一護衛隊「一日隊司令」。
2020年8月31日，宣佈退出SPACE CRAFT。与此同时，官方粉丝俱乐部“集体农庄洋葱田”也于同年 11 月 30 日关闭。 2020 年 12 月 19 日，其全新的粉丝俱乐部Sumi Perenpo成立。
2021年3月1日，于Twitter上宣布加入Voice Kit。

## 人物形象
精通俄文，據說喜好軍武，尤其是俄羅斯。
成為聲優的契機是受到《魔法護士小麥》中桃井晴子的演技所感動，並表示桃井晴子是她尊敬的聲優。
喜歡蘿莉塔時尚和俄羅斯文化。
2016年3月，由于不堪忍受网络上的性骚扰，宣佈Twitter帳號停止更新，官方LINE帳號繼續更新；同年11月，Twitter帳號恢复更新。2017年7月，由于网上再次出现性骚扰的情况，关闭個人Twitter及Instagram帳號，改用其所在事务所提供的官方账号更新。

### 對蘇、俄的熱愛
她對苏联與俄罗斯很感興趣，曾評價俄國是在「文學、歷史、兵器、繪畫、音樂、各方面都有著不可思議魅力的國家」。與俄羅斯的結緣是在高中一年級時偶然聽到蘇聯國歌和注意到苏共中央总书记讲话，深受感動，本身又是在蘇聯解體的1991年出生，便致力於研究俄國，也學了俄語。由於其對於蘇、俄各方面的喜愛，獲號政委大人。由於她精通俄語，常接到説俄語角色的配音，像是《不時輕聲地以俄語遮羞的鄰座艾莉同學》的艾莉、《火星任務》的安娜斯塔西婭、《偶像大師 灰姑娘女孩》的安娜斯塔西婭、《临时女友》的尤利婭·瓦爾科娃，以及《少女与战车》的農娜、皮優炭等。
上坂堇也一度在其博客或推特（X）上提及自己对苏联和俄罗斯的喜好。此外，上坂堇还曾在广播活动中使用“你好”、“再见”、“万岁”（“乌拉”）之类的俄语表达，得到其粉丝的喜爱。
对于北方四岛争议或南千岛群岛争议，她曾经做出过“这不是马上就能解决的问题”、“可能需要20年、30年”，“但通过文化外交活动，日俄两国之间的距离能有所缩短，有助于克服两国的领土问题”等表态。
由于受到俄罗斯相关工作的委托，大学四年级时曾参加日本驻俄罗斯大使馆在俄罗斯莫斯科举办的J-FEST文化活动。在东洋文库博物馆的“罗曼诺夫王朝展”（2017年）中，作为官方支持者，担任旁白和龟山郁夫（俄罗斯文学学者）的对话。在日本驻南萨哈林斯克总领事馆主办的“萨哈林日本文化日”（2017年）上，她参加了介绍日本动漫文化的脱口秀。
上坂堇最喜欢的苏联或俄罗斯政客是维亚切斯拉夫·莫洛托夫，此外她也很喜欢苏联的包括军事坦克BT-5在内的BT坦克。在大学期间，她参与对俄语语言和沙皇末期的政治的研究，还加入了俄语戏剧团体。同时也曾研究过苏联红军。
在参加上智大学的报考时，上坂堇曾经为此撰写过有关俄罗斯前卫文化的论文，表达了其对俄罗斯文化的厚爱。

## 演出作品

### 電視動畫
2011年
- 星光少女（大小姐C）

2012年
- 要聽爸爸的話！（小鳥遊空）
- 戰國Collection（最上義光）
- 心連·情結（瀨戶內薰）
- 中二病也想談戀愛！（凸守早苗）
- 超速變形螺旋傑特（月里光、久堂艾莉卡（2053年））
- 少女與戰車（諾娜、皮優炭）

2013年
- GJ部（神無月環）
- 人魚又上鉤（隅田）
- 現視研 第二代（吉武莉華）
- 幻想玩偶（羽月愛衣[38]）
- 蟲奉行（伊呂里）
- 萌萌侵略者 OUTBREAK COMPANY（愛比雅·哈納曼）
- 我要成為世界最強偶像（小宮山紅亞）

2014年
- 信長之槍（伽利略·伽利萊）
- 中二病也想談戀愛！戀（凸守早苗）
- 鬼燈的冷徹（碧琪·瑪姬）
- 犬神同學和貓山同學（犬神八千代）
- GJ部@（神無月環）
- 月刊少女野崎同學（小百合）
- 魔彈之王與戰姬（蒂塔）
- CROSSANGE 天使與龍的輪舞（桃香·荻野目）
- 我，要成為雙馬尾（紅馬尾／索菈·米杜嘉）
- 女友伴身邊（茱莉亞·瓦爾柯娃）

2015年
- 艦隊Collection -艦Colle-（吹雪、蒼龍、飛龍）
- 偶像大師 灰姑娘女孩（安娜史塔希亞）
- DOG DAYS''（夏露）
- 可塑性記憶（海松愛瑠）
- SHOW BY ROCK!!（秋秋）
- 摸索吧！部活劇 Spinoff 和噗嚕噗嚕夏露姆遊玩吧（小此木友美）
- 下流梗不存在的灰暗世界（月見草朧）
- OVERLORD（夏提雅·布拉德弗倫）
- 可愛的Muco（日语：いとしのムーコ）（玲奈）
- Concrete Revolutio～超人幻想～（星野輝子）

2016年
- 可愛的Muco（日语：いとしのムーコ）（吃雪蟲）
- 無彩限的幻影世界（川神舞）
- 幸運邏輯（雅典娜）
- 火星異種 復仇（安娜史塔希亞·A·波利特科夫斯卡婭）
- Concrete Revolutio～超人幻想～ THE LAST SONG（星野輝子）
- RS計劃 -Rebirth Storage-（御堂結絃）
- SHOW BY ROCK!!SHORT!!（秋秋）
- 月歌。THE ANIMATION（天童院椿）
- 這個美術社大有問題！（可蕾特、魔力緞帶的朋友）
- 聖潔天使（明夏羽）
- ViVid Strike!（尤米娜·安克莱乌）
- SHOW BY ROCK!!#（秋秋）

2017年
- 超·少年偵探團NEO（花崎真由美）
- Hand Shakers（三津寺千鶴[39]）
- CHAOS;CHILD（尾上世莉架）
- 偶像大師 灰姑娘女孩劇場（安娜史塔希亞）
- 戰鬥女子學園（火向井百合）
- 異世界食堂（阿蕾塔）
- 單蠢女孩（風紀委員長）
- 帶著智慧型手機闖蕩異世界。（翎）
- 地獄少女 宵伽（湯川麻子）
- URAHARA（白子真理[40]）
- 鬼燈的冷徹 第貳期（碧琪·瑪姬）
- 犬屋敷（犬屋敷麻里）

2018年
- POP TEAM EPIC（PIPI美〈第3話A段〉、夕陽可羅奈）
- OVERLORD II（夏提雅·布拉德弗倫）
- 牙鬥獸娘（稻葉初〈兔〉）
- 鬼燈的冷徹 第貳期 其之貳（碧琪·瑪姬）
- 蒼天之拳 REGENESIS（艾莉卡·阿倫特）
- Pastel Pattle（白鷺千聖）
- 音樂少女（迎桐[41]）
- OVERLORD III（夏提雅·布拉德弗倫）
- BanG Dream! Girls Band Party!☆PICO（白鷺千聖）
- 軒轅劍·蒼之曜（龍澄[42]）
- 錢進球場 第2期（篠山）
- 寄宿學校的茱麗葉（安·塞貝爾[43]）
- 不受歡迎之家（新井美奈萌）

2019年
- BanG Dream! 2nd Season（白鷺千聖[44]）
- W'z（東千鶴）
- Star☆Twinkle 光之美少女（尤妮／瑪歐／藍貓／宇宙天使）[45]
- 格林筆記 The Animation（卡莉[46]、杜爾西內婭、吉姆·霍金斯、鬼姬）
- 川柳少女（花買道[47]）
- 為什麼老師會在這裡！？（兒嶋加奈[48]）
- 卡萝与星期二（安吉拉）
- 異世界四重奏（夏提雅[49]）
- 騷亂時節的少女們。（曾根崎里香[50]）
- COP CRAFT（吸血鬼）
- 碧藍航線（伊莉莎白女王、厭戰、德意志、薩拉托加、明石）

2020年
- 戀愛小行星（森野真理）
- 異世界四重奏2（夏提雅）
- 奇幻☆怪盜？（桔梗院心美）
- 虛構推理（七瀨花凜）
- BanG Dream! 3rd Season（白鷺千聖）
- 成群結伴！西頓學園（姊谷安）
- 社長，戰鬥的時間到了！（芭露美[51]）
- 棒球大聯盟2nd 第2期（藤井千里）
- 新櫻花大戰 the Animation（黃郁）
- BanG Dream! Girls Band Party!☆PICO～大份～（白鷺千聖）
- Lapis Re:LiGHTs（卡米拉）
- 馬娘四格（愛麗速子）
- 鐵路浪漫譚（鈴白[52]）
- 戰翼的希格德莉法（御廚·小町）
- 攀岩！-Sport Climbing Girls-（笠原好）
- 小碧藍幻想！（哈蕾潔娜）
- 總之就是很可愛（有栖川綾）

2021年
- SHOW BY ROCK!! STARS!!（秋秋）
- EX-ARM（鹿王院千景）
- 碧藍航線 微速前進！（明石）
- 轉生成蜘蛛又怎樣！（魔王愛麗兒）
- 不要欺負我，長瀞同學（長瀞同學／長瀞早瀨）
- 閃躍吧！星夢☆頻道（玫兒的母親）
- 轉生成女性向遊戲只有毀滅END的壞人大小姐X（蘇珊娜·蘭朵爾／拉娜／萊娜·史密斯）
- 歌劇少女!!（杉本紗和[53]）
- 平穩世代的韋駄天們（尼可）
- 女武神的餐桌II（杏·瑪爾）
- 賈希大人不氣餒！（魔法少女）
- 小林家的龍女僕S（柯蘿伊）
- 與你一起健身拳擊（馬爾蒂娜）
- 異世界食堂2（阿蕾塔）
- BanG Dream! Girls Band Party!☆PICO Fever!（白鷺千聖）
- 宿命迴響：命運節拍（女武神）
- 橘色榮耀！（瑪雅·沃克）
- 吸血鬼馬上死（艾拉妮亞）

2022年
- 少女前線（PPSh-41[54]、PPS-43、莫辛-納甘）
- 超異域公主連結 Re:Dive Season 2（鈴奈[55]）
- BanG Dream! 少女樂團派對！5週年紀念動畫 -CiRCLE THANKS PARTY!-（白鷺千聖）
- 八十龜觀察日記 第4冊（東風樫湘[56]）
- 愛在征服世界後（橋本杏奈）
- 幕末替身傳說（白[57]）
- 花火醬總是遲到（高輪バーサス戦）
- OVERLORD IV（夏提雅·布拉德弗倫）
- 福星小子（拉姆[58]）
- 名偵探柯南（今村佐代子）
- 艦隊Collection 總有一天，在那片海（冬月）

2023年
- 間諜教室（緹雅[59]）
- 不要欺負我，長瀞同學 2nd Attack（長瀞同學[60]）
- 艦隊Collection 總有一天，在那片海（改裝工廠音聲）
- 帶著智慧型手機闖蕩異世界。2（翎[61]）
- 在無神世界裡進行傳教活動（謝爾莉爾[62]）
- 百合是我的工作！（綾小路美月[63]）
- 總之就是很可愛 第2期（有栖川綾）
- 六道的惡女們（向日葵亂奈[64]）
- 東京喵喵 NEW（皆川理香）
- 女神咖啡廳（幕澤橘花[65]）
- 妙廟美少女（神樂·鮑德溫[66]）
- 鐵路浪漫譚2（鈴白[67]）
- 堤亞穆帝國物語～從斷頭台開始，公主重生後的逆轉人生～（米雅·盧娜·堤亞穆[68]）
- 超超超超超喜歡你的100個女朋友（花園羽羽里[69]）
- 哥布林殺手II（女商人）

2024年
- 通靈王FLOWERS（阿爾米·尼烏姆巴奇[70]）
- 福星小子 第2期（拉姆）
- 不死不運（友才）
- 小酒館Basue（三澤）
- ROLY POLY PEOPLES（凱莉[71]）
- 夜晚的水母不會游泳（咪子[72]）
- 怪人的沙拉碗（水澤夢）
- 不時輕聲地以俄語遮羞的鄰座艾莉同學（艾莉莎·米哈伊羅夫納·九[32]）
- 女神咖啡廳 第2期（幕澤橘花）
- 金剛戰神U（弓莎也佳[73]）
- 金肉人 完美超人始祖篇（米特[74]、拌飯[75]）
- 敗北女角太多了！（甘夏古奈美）
- 你與我最後的戰場，亦或是世界起始的聖戰 Season II（公主米拉）
- 結緣甘神神社（甘神夜重[76]）
- 精灵幻想记2（夏洛特·卡尔亚克）

2025年
- 超超超超超喜歡你的100個女朋友 第2期（花園羽羽里[77]）
- 來玩吧 魔法少女村（違法佔據）（晴耕[78]）
- 拜託請穿上，鷹峰同學（繪梨依·艾弗格林[79]）
- LAZARUS 拉撒路[80]
- Bad Girl 不良少女（毛利鈴[81]）
- 噗妮露是可愛史萊姆 第2期（ジュレ[82]）
- 忍者和極道（ガムテ[83]）
- 無職英雄（莉莉亞[84]）

2026年
- 不時輕聲地以俄語遮羞的鄰座艾莉同學（第2期）（艾莉莎·米哈伊羅夫納·九[85]）

### OVA
2013年
- 要聽爸爸的話！男女8人夏物語（小鳥遊空）
- 人魚又上鉤（隅田）※漫畫第9集附DVD特裝版

2015年
- 鬼燈的冷徹（碧琪·瑪姬）

2016年
- 偶像大師 灰姑娘女孩 特別篇（安娜史塔希亞）※Blu-ray/DVD第9卷收錄
- 妄想學生會（森希望）
- 亞人「中村慎也事件」（繪美）
- OVERLORD（夏提雅·布拉德弗倫）
- 無彩限的幻影世界 番外篇（川神舞）※Blu-ray/DVD第7卷收錄
- 「英雄」解體（倉敷隘路）
- 爆音少女！！（早川光）※漫畫第7集附DVD特裝版

2017年
- ViVid Strike!（尤米娜·安克萊烏）※Blu-ray/DVD第2、4卷收錄
- CHAOS;CHILD SILENT SKY（尾上世莉架）
- Hand Shakers EX（三津寺千鶴）

2018年
- 賽馬娘 Pretty Derby BNW的誓言（愛麗速子）

2019年
- 為什麼老師會在這裡！？ 13時限目（兒嶋加奈）※Blu-ray BOX收錄
- 想看她一臉嫌惡地露出褲褲2（早川菜摘）

2020年
- 刀使之巫女 刻印一閃的燈火（山城由依）※前後編

2021年
- 總之就是很可愛 ～SNS～（有栖川綾）
- 賽馬娘四格（愛麗速子）※Blu-ray BOX新作短篇動畫
- 秘封活動記錄 -運命- 上（蕾米莉亞·斯卡蕾特）

2022年
- 小林家的龍女僕S 番外篇（柯蘿伊）

2023年
- OVA 碧藍航線 Queen's Orders（伊莉莎白女王、厭戰、薩拉托加、明石、德意志）

### 劇場版動畫
2013年
- 小鳥遊六花·改 ～劇場版 中二病也要談戀愛！～（凸守早苗）

2015年
- 少女與戰車 劇場版（皮優炭、諾娜）

2016年
- 劇場版 艦Colle（吹雪、蒼龍、飛龍）

2017年
- 剧场版 妄想学生会（森希望）
- 少女與戰車 最終章（第1話）（皮優炭、諾娜）

2018年
- 中二病也想談戀愛！-Take On Me-（凸守早苗[86]）
- 劇場版 無敵鐵金剛 / INFINITY（莉莎[87]）

2019年
- 少女與戰車 最終章（第2話）（皮優炭）
- BanG Dream! FILM LIVE（白鷺千聖[88]）
- 劇場版 Star☆Twinkle 光之美少女：滿懷思念的星之歌（尤妮／宇宙天使）

2020年
- 哥布林殺手 -GOBLIN'S CROWN-（千金劍士）
- 光之美少女 Miracle Leap 與大家不可思議的一天（尤妮／宇宙天使[89]）

2021年
- 劇場版 妄想學生會2（森希望）
- 少女與戰車 最終章（第3話）（皮優炭、諾娜、入間安奈）
- BanG Dream! FILM LIVE 2nd Stage（白鷺千聖）
- 扶桑花女孩之舞

2022年
- 劇場版 BanG Dream! Poppin'Dream!（白鷺千聖）
- RE:cycle of the PENGUINDRUM（公主企鵝）
- 劇場版 異世界四重奏 ～Another World～（夏提雅）

2023年
- 少女與戰車 最終章（第4話）（皮優炭、入間安奈、勝矢惠、諾娜）

2024年
- 機動戰士GUNDAM SEED FREEDOM（イングリット・トラドール[90]）
- 大室家 dear sisters（園川惠[91]）
- 賽馬娘 Pretty Derby 新時代之門（愛麗速子[92]）
- 大室家 dear friends（園川惠[91]）

2025年
- 劇場版 我與機器子（機器子〈戀愛喜劇世界線〉[93]）
- Virgin Punk: Clockwork Girl（薇絲帕[94]）
- 少女與戰車 更加相親相愛作戰！（諾娜[95]）

### 網路動畫
2021年
- 幼女社長（輕井澤友紀）
- 加油吧，同期醬（後輩醬）

2022年
- 悠哉賽馬娘（愛麗速子）
- 總之就是很可愛 ～制服～（有栖川綾）

2023年
- 總之就是很可愛 女子高中篇（有栖川綾[96]）
- 幼女社長R（輕井澤友紀）

2024年
- 與聲優夜遊 ANIMATION[97]
- 加油！Chrome（Chrome[98]）

### 遊戲
- 連遊戲也要聽爸爸的話！（小鳥遊空）
- 屍體派對 -THE ANTHOLOGY- 幸子的戀愛遊戲 Hysteric Birthday 2U（古林蘭）
- 心連·情結 隨機預知（瀨戶內薰）
- 超速變形螺旋傑特 阿爾巴洛斯之翼（久堂艾莉卡）
- 女友伴身邊（茱莉亞·瓦爾柯娃）
- 艦隊Collection -艦Colle-（蒼龍、飛龍、吹雪、白雪、初雪、深雪、叢雲、磯波、浦波）
- 女子高中生 & 重戰車 戰車道的極致！（皮優炭、農娜）
- 絕對絕望少女 槍彈辯駁Another Episode（煙蛇太郎）
- 擂台☆夢想（惠比寿智理）
- 夏莉的鍊金工房～黃昏海洋之鍊金術士～（夏露羅蒂·艾爾米納斯）
- 英雄聯盟 League of Legends（吉茵珂絲）
- 神獄塔 斷罪瑪麗（愛麗絲）
- 少女前線（莫辛納甘、馬卡洛夫、PPSh-41、PPS-43、AS Val）
- 鬼斬（織田信長）
- 我家公主最可愛（蒼姬）
- 闇影詩章（星辰舞者、靈魂嚮導、壞天之災·哈勒婕娜）

2014年
- CHAOS;CHILD（尾上世莉架）
- 白貓Project（蒂特菈）

2015年
- 偶像大師 灰姑娘女孩 星光舞台（安娜史塔希亞)
- 公主連結！（公主連結前作）（美波鈴奈）[99]
- 戰鬥女子學園（火向井百合）

2016年
- 妃十三學園 Alternative Girls（柊紡木）
- 刀使之巫女（山城由依）
- 戰艦少女R（響、果敢、基洛夫）

2017年
- BanG Dream! Girls Band Party!（白鷺千聖）
- 終日式姬（芙蓉）
- 碧藍航線（厭戰、明石(茗)、德意志、薩拉托加、伊麗莎白女王）
- 與你共度的七日間 (御神千夜子)

2018年
- 超異域公主連結 Re:Dive（鈴奈）

2019年
- 生死格鬥6（NiCO[100]）
- 食之契約（甜甜圈、御節料理）
- 怪物彈珠（夏洛克・福爾摩斯）

2020年
- 人中之龍7 光與闇的去向（向田纱荣子）
- Cytus II（PAFF）
- 万象物语（PAFF）
- Crash Fever (地龍財神)
- 魔法紀錄 魔法少女小圓外傳 (香春優奈)

2021年
- 侍魂曉（高嶺響，源自SNK-月華劍士）
- 模型少女AWAKE（艾里克希雅、尤娜、桑尼）
- 碧藍航線（基洛夫）[101]
- 閃耀幻想曲（森野真理）
- 賽馬娘 Pretty Derby（愛麗速子）
- 怪物彈珠（惠比壽）
- Fate/Grand Order（出雲阿國）
- 白夜極光（希卡蕾）（彌迦德）（萊斯特）
- Lapis Re：LiGHTs ～這個世界的偶像會用魔法～（卡米拉）
- Re：從零開始的異世界生活禁書與謎之精靈（芬妮）[102]

2022年
- 决战！平安京（紙舞）[103]
- 勝利女神：妮姬（艾可希雅、德雷克）[104]
- 怪物彈珠（惠比天少女組-惠比壽）

2023年
- 宿命迴響（女武神）
- 魔法禁书目录 幻想收束（夏提雅·布拉德弗伦）

2024年
- 人中之龍8（向田纱荣子）
- 神魔之塔（琉彩晶結·尼祿）
- 崩壞：星穹鐵道（龍晶）
- 聖火降魔錄 英雄雲集（海德倫）
- 不時輕聲地以俄語遮羞的鄰座艾莉同學 益智派對（艾莉莎·米哈伊洛夫纳·九条[105]）

### 特攝劇
2021年
- 超人力霸王Trigger（妖麗戰士卡爾蜜拉）

2022年
- 超人力霸王Decker（妖麗戰士卡爾蜜拉）

### 廣播劇CD
2020年
- 間諜教室（夢語）
- 精靈幻想記（夏洛特 ‧ 卡爾亞克）

### 影像商品
- Lady Go!! second date 〜夏 心跳加速 戀〜（2013年）
- Lady Go!! third date 〜スキな人まで徒歩0分〜（2013年）
- 声優DVD企画「宝探し〜ミネルヴァの箱〜in 河口湖オルゴールの森美術館」（2013年）
- 附贈DVD付き 見習女神噗嚕噗嚕夏露姆 第1卷（2014年）
- THE IDOLM@STER CINDERELLA GIRLS 1stLIVE WONDERFUL M@GIC!! Day1（2014年）[106]
- THE IDOLM@STER CINDERELLA GIRLS 2ndLIVE PARTY M@GIC!!（2015年）[107]
- 紗千香與堇的Loely Time DVD（2016年）－Comic Market超A&GBOOSE限定販售品[108]。}}
- さいはてれび #02 文庫之詩（2017年）[109]

### 應用程式
- 聲優+plus
- SkyPhone[110]
- QOOAPP

### 其他
- 2013年：（GMO ConoHa萌化角色[111]）
- 2016年：（特集，作者：ARuFa，2016年8月4日[112]）
- 2017年：上坂堇的糟糕圈圈（上坂すみれのヤバい○○）
- 不時輕聲地以俄語遮羞的鄰座艾莉同學

## 音樂作品

### 單曲
|            | 發售日         | 標題                                    | 規格產品編號 | 規格產品編號 | 規格產品編號 | 最高排名 |
| 初回限定盤 | 發售日         | 標題                                    | 期間限定盤   | 通常盤       |              | 最高排名 |
| ---------- | -------------- | --------------------------------------- | ------------ | ------------ | ------------ | -------- |
| 1st        | 2013年4月24日  | 《七海不如你的海》 （）                 | KICM-91447   | KICM-91448   | KICM-1449    | 13名     |
| 2nd        | 2013年7月10日  | 《元气、女孩、似乎是这样的感觉。》 （） | KICM-91455   | KICM-91456   | KICM-1457    | 23名     |
| 3rd        | 2014年3月5日   | 《多角度觀看》 （）                     | KICM-91506   | KICM-91507   | KICM-1508    | 14名     |
| 4th        | 2014年7月16日  | 《來吧！曉的夥伴》 （来たれ！暁の同志）                 | KICM-91524   | 不適用       | KICM-1525    | 26名     |
| 5th        | 2014年12月10日 | 《給我問問閻魔大王》 （）               | KICM-91556   | KICM-91557   | KICM-1558    | 20名     |
| 6th        | 2015年7月22日  | 《Inner Urge》                          | KICM-91617   | KICM-91618   | KICM-1617    | 24名     |
| 7th        | 2016年8月3日   | 《戀愛圖形 (cubic futurismo)》 （恋する図形（cubic futurismo））     | 不適用       | KICM-91705   | KICM-1705    | 17名     |
| 8th        | 2017年7月12日  | 《跳舞吧！Kiyu歌曲哲学》 （）           | 不適用       | KICM-91767   | KICM-1767    | 12名     |
| 9th        | 2018年1月31日  | 《POP TEAM EPIC》                       | KICM-91824   | KICM-91825   | KICM-1824    | 12名     |
| 10th       | 2019年4月17日  | 《怦♡揪♡怦是他的東西♡》                 | KICM-91917   | KICM-91918   | KICM-1917    | 10名     |
| 11th       | 2021年4月21日  | 《EASY LOVE》                           | KICM-92079   | KICM-92080   | KICM-2079    |          |

### EP
|            | 發售日         | 標題                | 規格產品編號 | 規格產品編號 | 規格產品編號 | 最高排名 |
| 初回限定盤 | 發售日         | 標題                | 期間限定盤   | 通常盤       |              | 最高排名 |
| ---------- | -------------- | ------------------- | ------------ | ------------ | ------------ | -------- |
| 1st        | 2017年10月18日 | 《女友的幻想》 （彼女の幻想） | KICM-91806   | KICM-91807/8 | KICM-1806    | 11名     |

### 專輯
|            | 發售日         | 標題                                          | 規格產品編號                                    | 規格產品編號 | 最高排名 |
| 初回限定盤 | 發售日         | 標題                                          | 通常盤                                          |              | 最高排名 |
| ---------- | -------------- | --------------------------------------------- | ----------------------------------------------- | ------------ | -------- |
| 1st        | 2014年1月8日   | 《革命的百老汇主義者同盟》 （）               | KICS-91983（A） KICS-91984（B）                 | KICS-1983    | 9名      |
| 企劃       | 2014年12月10日 | 《上坂堇 presents 80年代偶像歌謡決定盤》 （上坂すみれ presents 80年代アイドル歌謡決定盤） | 不適用                                          | KICS-3136    | 80名     |
| 2nd        | 2016年1月6日   | 《20世紀的逆襲》 （20世紀の逆襲）                         | KICS-93336（A） KICS-93337（B） KICS-93338（C） | KICS-3336    | 10名     |
| 3rd        | 2018年8月1日   |                                               | KICS-93726（A） KICS-93727（B）                 | KICS-3726    | 10名     |
| 4th        | 2020年1月22日  | NEO PROPAGANDA                                | KICS-93891（A） KICS-93892（B）                 | KICS-3891    |          |

### 商業搭配歌曲
| 年份   | 歌曲                                 | 商業搭配                                 | 備註                                            |
| ------ | ------------------------------------ | ---------------------------------------- | ----------------------------------------------- |
| 2013年 |                                      | 電視動畫《人魚又上鉤》片頭曲             | 收錄於1st單曲《七海不如你的海》                 |
| 2013年 |                                      | 電視動畫《現視研 二代目》片頭曲          | 收錄於2nd單曲《元气、女孩、似乎是这样的感觉。》 |
| 2014年 |                                      | 電視動畫《鬼燈的冷徹》片尾曲             | 收錄於3rd單曲《多角度觀看》                     |
| 2015年 |                                      | OVA《鬼燈的冷徹》片尾曲                  | 收錄於5th單曲《給我問問閻魔大王》               |
| 2015年 | Inner Urge                           | 電視動畫《下流梗不存在的灰暗世界》片尾曲 | 收錄於6th單曲《Inner Urge》                     |
| 2016年 |                                      | 電視動畫《這個美術社大有問題！》片尾曲   | 收錄於7th單曲《戀愛圖形（cubic futurismo）》    |
| 2016年 | 文化放送《》主題曲                   |                                          |                                                 |
| 2017年 |                                      | 電視動畫《單蠢女孩》片尾曲               | 收錄於8th單曲《跳舞吧！Kiyu歌曲哲学》           |
| 2017年 |                                      | 電視動畫《鬼燈的冷徹 第貳期》片尾曲      | 收錄於1st迷你專輯《女友的幻想》                 |
| 2017年 | 電視動畫《URAHARA》片頭曲            |                                          | 收錄於1st迷你專輯《女友的幻想》                 |
| 2018年 | POP TEAM EPIC                        | 電視動畫《POP TEAM EPIC》片頭曲          | 收錄於9th單曲《POP TEAM EPIC》                  |
| 2018年 | 電視動畫《蒼天之拳 REGENESIS》片頭曲 |                                          |                                                 |
| 2019年 |                                      | 電視動畫《為什麼老師會在這裡！？》片頭曲 | 收錄於10th單曲《》                              |
| 2021年 | EASY LOVE                            | 電視動畫《不要欺負我，長瀞同學》片頭曲   | 收錄於11th單曲《EASY LOVE》                     |

### 角色歌
| 發售日   | 商品名稱                                                                               | 演唱名義 | 歌曲                                                        | 備註                                                           |
| 2011年   | 2011年                                                                                 | 2011年 | 2011年                                                      | 2011年                                                         |
| -------- | -------------------------------------------------------------------------------------- | --- | ----------------------------------------------------------- | -------------------------------------------------------------- |
| 11月9日  | 要聽爸爸的話！ 角色歌 小鳥遊空                                                         | 小鳥遊空（上坂堇） | 「」                                                        | 電視動畫《要聽爸爸的話！》相關歌曲                             |
| 2012年   |                                                                                        | |                                                             |                                                                |
| 11月21日 | INSIDE IDENTITY                                                                        | Black Raison d'être | 「INSIDE IDENTITY」 「OUTSIDER」                            | 電視動畫《中二病也想談戀愛！》片尾曲                           |
| 12月26日 | 少女與戰車 原聲帶                                                                      | 卡秋莎（金元壽子）、諾娜（上坂堇） | 「」                                                        | 電視動畫《少女與戰車》插入曲                                   |
| 12月26日 | 中二病也想談戀愛！歌唱迷你專輯 暗黑虹彩樂典                                            | 凸守早苗（上坂堇） | 「Dark Death Decoration」                                   | 電視動畫《中二病也想談戀愛！》相關歌曲                         |
| 2013年   |                                                                                        | |                                                             |                                                                |
| 1月23日  | 屍體派對·恐怖選集·角色專輯《Whisper of the Nightmare “♀Tarantula♀”》                   | 古林蘭（上坂堇） | 「Lady Go!」                                                | 遊戲《屍體派對》相關歌曲                                       |
| 8月7日   |                                                                                        | 荻上千佳（山本希望）、吉武莉華（上坂堇）、矢島美怜（內山夕實）、波戶賢二郎（加隈亞衣） | 「」 「」                                                   | 電視動畫《現視研 二代目》片尾曲                                |
| 8月14日  |                                                                                        | 神崎蘭子（內田真禮）、安娜斯塔西婭（上坂堇）、高垣楓（早見沙織）、輿水幸子（竹達彩奈）、澀谷凜（福原綾香） | 「」                                                        | 遊戲《偶像大師 灰姑娘女孩》主題曲                              |
| 9月11日  | 小鳥遊六花·改 ～劇場版 中二病也想談戀愛！～主題曲集 ～～                               | Black Raison d'être | 「Secret Survivor」                                         | 動畫電影《小鳥遊六花・改 ～劇場版 中二病也想談戀愛！～》片尾曲 |
| 9月18日  | 幻想玩偶 Character Song !! vol.1                                                       | 羽月愛衣（上坂堇） | 「」                                                        | 電視動畫《幻想玩偶》相關歌曲                                   |
| 11月6日  | 現視研二代目 MEBAETAME Music Collection vol.2                                          | 吉武莉華（上坂堇）、矢島美怜（內山夕實） | 「」                                                        | 電視動畫《現視研 二代目》相關歌曲                              |
| 11月6日  | 現視研二代目 MEBAETAME Music Collection vol.2                                          | 吉武莉華（上坂堇） | 「」                                                        | 電視動畫《現視研 二代目》相關歌曲                              |
| 11月13日 | THE IDOLM@STER CINDERELLA MASTER 024 安娜斯塔西婭                                      | 安娜斯塔西婭（上坂堇） | 「You're stars shine on me」                                | 遊戲《偶像大師 灰姑娘女孩》相關歌曲                            |
| 12月11日 | 萌萌侵略者 角色歌·迷你專輯                                                             | 愛比雅·哈納曼（上坂堇） | 「WILD COLORS」                                             | 電視動畫《萌萌侵略者 OUTBREAK COMPANY》相關歌曲                |
| 2014年   |                                                                                        | |                                                             |                                                                |
| 2月5日   | Van!shment Th!s World                                                                  | Black Raison d'être | 「Van!shment Th!s World」 「February Magic」                | 電視動畫《中二病也想談戀愛！戀》片尾曲                         |
| 2月19日  | 信長之槍 原聲帶                                                                        | 小椋汐（武藤志織）、牛頓（淺川悠）、伽利略（上坂堇） | 「」                                                        | 電視動畫《信長之槍》片尾曲                                     |
| 4月2日   | 中二病也想談戀愛！戀 角色歌迷你專輯                                                    | Black Raison d'être | 「Sparkling Daydream」                                      | 電視動畫《中二病也想談戀愛！戀》相關歌曲                       |
| 4月2日   | 中二病也想談戀愛！戀 角色歌迷你專輯                                                    | 凸守早苗（上坂堇） | 「DoomsDay's Dogma」                                        | 電視動畫《中二病也想談戀愛！戀》相關歌曲                       |
| 4月9日   | 鬼燈的冷徹 BD、DVD第2卷特典CD                                                          | 碧琪·瑪姬（上坂堇） | 「」                                                        | 電視動畫《鬼燈的冷徹》相關歌曲                                 |
| 5月14日  | 鬼燈的冷徹 BD、DVD第3卷特典CD                                                          | 碧琪·瑪姬（上坂堇） | 「」                                                        | 電視動畫《鬼燈的冷徹》相關歌曲                                 |
| 5月28日  |                                                                                        | 犬神八千代（上坂堇）、貓山鈴（東山奈央） | 「」                                                        | 電視動畫《犬神同學和貓山同學》主題曲                           |
| 5月28日  | 犬神八千代（上坂堇）                                                                   | 「」 | 電視動畫《犬神同學和貓山同學》相關歌曲                      |                                                                |
| 5月28日  | 犬神八千代（上坂堇）、貓山鈴（東山奈央）、杜松美希音（堀野紗也加）、牛若雪路（藤本葵） | 「」 | 電視動畫《犬神同學和貓山同學》相關歌曲                      |                                                                |
| 6月1日   |                                                                                        | 碧琪·瑪姬（上坂堇） | 「」                                                        | 電視動畫《鬼燈的冷徹》相關歌曲                                 |
| 6月11日  | 鬼燈的冷徹 BD、DVD第4卷特典CD                                                          | 碧琪·瑪姬（上坂堇） | 「」                                                        | 電視動畫《鬼燈的冷徹》片尾曲                                   |
| 10月22日 |                                                                                        | 雙馬尾戰隊 | 「」                                                        | 電視動畫《我，要成為雙馬尾》片尾曲                             |
| 10月22日 |                                                                                        | Dreamcast（M·A·O）、世嘉土星（高橋未奈美）、Mega Drive（井澤詩織）、世嘉 MarkIII（田中真奈美）、世嘉Master System（高山佑子）、Visual Memory（上坂堇） | 「Blooming!!」                                              | 《世嘉硬體女孩》印象曲                                         |
| 11月22日 | 我，要成為雙馬尾 角色歌系列赤盤                                                        | 紅馬尾（上坂堇） | 「」 「」                                                   | 電視動畫《我，要成為雙馬尾》相關歌曲                           |
| 12月17日 |                                                                                        | 雙馬尾戰隊 | 「」                                                        | 電視動畫《我，要成為雙馬尾》插入曲                             |
| 12月17日 | 紅馬尾（上坂菫）                                                                       | 「」 |                                                             | 電視動畫《我，要成為雙馬尾》插入曲                             |
| 12月17日 | THE IDOLM@STER CINDERELLA MASTER Cool Jewelries! 002                                   | 川島瑞樹（東山奈央）、白坂小梅（櫻咲千依）、安娜斯塔西婭（上坂堇）、神谷奈緒（松井惠理子）、北條加蓮（淵上舞） | 「」 「」                                                   | 遊戲《偶像大師 灰姑娘女孩》相關歌曲                            |
| 12月17日 | THE IDOLM@STER CINDERELLA MASTER Cool Jewelries! 002                                   | 安娜斯塔西婭（上坂堇） | 「」                                                        | 遊戲《偶像大師 灰姑娘女孩》相關歌曲                            |
| 2015年   |                                                                                        | |                                                             |                                                                |
| 1月21日  | THE IDOLM@STER CINDERELLA GIRLS ANIMATION PROJECT 00 ST@RTER BEST                      | CINDERELLA PROJECT | 「」                                                        | 電視動畫《偶像大師 灰姑娘女孩》相關歌曲                        |
| 2月18日  | THE IDOLM@STER CINDERELLA GIRLS ANIMATION PROJECT 01 Star!!                            | CINDERELLA PROJECT | 「Star!!」                                                  | 電視動畫《偶像大師 灰姑娘女孩》片頭曲                          |
| 3月18日  | THE IDOLM@STER CINDERELLA GIRLS ANIMATION PROJECT 02 Memories                          | LOVE LAIKA | 「Memories」 「」                                           | 電視動畫《偶像大師 灰姑娘女孩》插入曲                          |
| 3月25日  | 艦娘乃歌 Vol.1                                                                         | 吹雪（上坂堇）、睦月（日高里菜）、夕立（谷邊由美） | 「Bright Shower Days」                                      | 電視動畫《艦隊Collection》相關歌曲                             |
| 3月25日  | 艦娘乃歌 Vol.1                                                                         | 艦娘特別艦隊 | 「Let's not say "good-bye"」                                | 電視動畫《艦隊Collection》相關歌曲                             |
| 4月22日  |                                                                                        | Plasmagica | 「」 「Close to you」                                       | 電視動畫《SHOW BY ROCK!!》片頭曲                               |
| 4月22日  |                                                                                        | [ 成員 7 ] | 「」                                                        | 電視動畫《妄想探索社 Spinoff 和噗嚕噗嚕夏露姆遊玩吧》片頭曲    |
| 4月22日  | [ 成員 8 ]                                                                             | 「」 | 電視動畫《妄想探索社 Spinoff 和噗嚕噗嚕夏露姆遊玩吧》片尾曲 |                                                                |
| 5月13日  | Have a nice MUSIC!!                                                                    | Plasmagica | 「Have a nice MUSIC!!」                                     | 電視動畫《SHOW BY ROCK!!》片尾曲                               |
| 5月13日  | Have a nice MUSIC!!                                                                    | Plasmagica | 「Joyfulness」                                              | 電視動畫《SHOW BY ROCK!!》相關歌曲                             |
| 5月13日  | THE IDOLM@STER CINDERELLA GIRLS ANIMATION PROJECT 08 GOIN'!!!                          | CINDERELLA PROJECT | 「GOIN'!!!」 「」                                           | 電視動畫《偶像大師 灰姑娘女孩》插入曲                          |
| 5月20日  |                                                                                        | 園田萌舞子（上田麗奈）、小此木友美（上坂堇） | 「」                                                        | 電視動畫《妄想探索社 Spinoff 和噗嚕噗嚕夏露姆遊玩吧》片尾曲    |
| 6月3日   |                                                                                        | Plasmagica | 「」 「」                                                   | 電視動畫《SHOW BY ROCK!!》插入曲                               |
| 6月26日  | 月歌。 11月（女子）天童院椿 流星舞台                                                   | 天童院椿（上坂堇） | 「」 「Трoйка -white witch mix-」                           | 《月歌。》相關歌曲                                             |
| 7月22日  | SHOW BY ROCK!! BD、DVD第2卷特典CD                                                      | 秋秋（上坂堇） | 「」                                                        | 電視動畫《SHOW BY ROCK!!》相關歌曲                             |
| 7月23日  | 偶像大師 灰姑娘女孩 BD、DVD 第2卷完全生產限定版特典CD「346Pro IDOL selection vol.2」   | 安娜斯塔西婭（上坂堇） | 「Never say never -For Anastasia rearrange MIX-」           | 遊戲《偶像大師 灰姑娘女孩》相關歌曲                            |
| 8月5日   | THE IDOLM@STER CINDERELLA GIRLS ANIMATION PROJECT 2nd season 01 Shine!!                | CINDERELLA PROJECT | 「Shine!!」                                                 | 電視動畫《偶像大師 灰姑娘女孩》片頭曲                          |
| 10月7日  | THE IDOLM@STER CINDERELLA GIRLS ANIMATION PROJECT 2nd season 04                        | LOVE LAIKA with Rosenburg Engel（內田真禮） | 「」                                                        | 電視動畫《偶像大師 灰姑娘女孩》插入曲                          |
| 10月14日 | THE IDOLM@STER CINDERELLA GIRLS ANIMATION PROJECT 2nd season 05                        | 安娜斯塔西婭（上坂堇） | 「Nebula Sky」                                              | 電視動畫《偶像大師 灰姑娘女孩》插入曲                          |
| 11月25日 | THE IDOLM@STER CINDERELLA GIRLS ANIMATION PROJECT 2nd season 2nd Season 07 M@GIC☆      | CINDERELLA PROJECT | 「M@GIC☆」                                                  | 電視動畫《偶像大師 灰姑娘女孩》插入曲                          |
| 11月25日 | THE IDOLM@STER CINDERELLA GIRLS ANIMATION PROJECT 2nd season 2nd Season 07 M@GIC☆      | CINDERELLA PROJECT | 「」                                                        | 電視動畫《偶像大師 灰姑娘女孩》片尾曲                          |
| 2016年   |                                                                                        | |                                                             |                                                                |
| 4月27日  | STAR☆T                                                                                 | Sirius | 「Believe in Stars」                                        | 遊戲《戰鬥女子學園》相關歌曲                                   |
| 5月18日  |                                                                                        | Plasmagica | 「」 「」                                                   | 電視動畫《SHOW BY ROCK!!》相關歌曲                             |
| 6月8日   | 電視動畫「幸運邏輯」角色歌專輯                                                         | 雅典娜（上坂堇） | 「White Destination」                                       | 電視動畫《幸運邏輯》相關歌曲                                   |
| 8月12日  |                                                                                        | 水島愛梨（遠藤祐里香）、廣瀨小春（橋本千波）、柊紡木（上坂堇）、織宮結衣（佳村遙）、朝比奈乃乃（伊藤美來） | 「」                                                        | 遊戲《妃十三學園》 主題曲                                      |
| 8月12日  | 柊紡木（上坂堇）                                                                       | 「 - 柊紡木Solo Ver.」 | 遊戲《妃十三學園》相關歌曲                                  |                                                                |
| 8月24日  |                                                                                        | Plasmagica | 「」                                                        | 電視動畫《SHOW BY ROCK!! Short!!》主題曲                       |
| 8月24日  | 「Are You Studying?」                                                                  | Plasmagica | 電視動畫《SHOW BY ROCK!! Short!!》相關歌曲                  |                                                                |
| 8月24日  | 戰鬥女子學園 Character Vocal Series 01                                                 | ROUGE | 「Unlock」                                                  | 遊戲《戰鬥女子學園》相關歌曲                                   |
| 8月31日  | SHOW BY ROCK!! BEST Vol.1                                                              | Plasmagica | 「Can't stop DAISUKI !!」                                   | 遊戲《SHOW BY ROCK!!》相關歌曲                                 |
| 9月23日  |                                                                                        | 天童院椿（上坂堇） | 「」 「」                                                   | 《月歌。》相關歌曲                                             |
| 10月5日  | My Song is YOU !!                                                                      | Plasmagica | 「My Song is YOU !!」                                       | 電視動畫《SHOW BY ROCK!!#》片尾曲                              |
| 10月5日  | My Song is YOU !!                                                                      | Plasmagica | 「Hazy Twinkle」                                            | 電視動畫《SHOW BY ROCK!!#》相關歌曲                            |
| 10月12日 |                                                                                        | Plasmagica | 「」                                                        | 電視動畫《SHOW BY ROCK!!#》片頭曲                              |
| 10月12日 | 「」                                                                                   | Plasmagica | 電視動畫《SHOW BY ROCK!!#》相關歌曲                         |                                                                |
| 10月19日 | 《》合輯                                                                               | （上坂堇） | 「」 「」                                                   | 角子機《》相關歌曲                                             |
| 11月23日 | 這個美術社大有問題！ BD、DVD第3卷特典CD                                                | 宇佐美瑞希（小澤亞李）、可蕾特（上坂堇）、立花夢子（水樹奈奈） | 「」                                                        | 電視動畫《這個美術社大有問題！》插入曲                         |
| 11月30日 |                                                                                        | Plasmagica | 「」 「」                                                   | 電視動畫《SHOW BY ROCK!!#》插入曲                              |
| 12月21日 | My Resolution～～                                                                      | Plasmagica | 「My Resolution～～」 「 ballade version」                  | 電視動畫《SHOW BY ROCK!!#》插入曲                              |
| 12月21日 | 角色歌系列 Vol.01                                                                      | Étoile | 「」                                                        | 遊戲《》相關歌曲                                               |
| 2017年   |                                                                                        | |                                                             |                                                                |
| 1月7日   | ＊＊＊＊                                                                               | Plasmagica | 「＊＊＊＊」                                                | 《SHOW BY ROCK!!》相關歌曲                                     |
| 2月8日   | THE IDOLM@STER CINDERELLA MASTER EVERMORE                                              | 安娜史塔希亞（上坂堇）、緒方智繪里（大空直美）、神谷奈緒（松井惠理子）、川島瑞樹（東山奈央）、輿水幸子（竹達彩奈）、小早川紗枝（立花理香）、佐久間麻由（牧野由依）、白坂小梅（櫻咲千依）、高森藍子（金子有希）、十時愛梨（原田瞳）、日野茜（赤﨑千夏）、北條加蓮（淵上舞）、星輝子（松田颯水）、堀裕子（鈴木繪理）、三村加奈子（大坪由佳） | 「Party Night」                                             | 遊戲《偶像大師 灰姑娘女孩》相關歌曲                            |
| 2月8日   | THE IDOLM@STER CINDERELLA MASTER EVERMORE                                              | 大橋彩香、福原綾香、原紗友里、藍原琴美、青木志貴、青木瑠璃子、飯田友子、五十嵐裕美、今井麻夏、上坂堇、內田真禮、櫻咲千依、大空直美、大坪由佳、金子真由美、金子有希、木村珠莉、黑澤朋世、佐藤亞美菜、下地紫野、洲崎綾、鈴木繪理、高野麻美、高森奈津美、立花理香、種崎敦美、千菅春香、東山奈央、長島光那、原優子、早見沙織、春瀨夏實、淵上舞、牧野由依、松井惠理子、松嵜麗、三宅麻理惠、村中知、杜野真子、安野希世乃、山下七海、山本希望、佳村遙、盧婷、和氣杏未 | 「EVERMORE（4thLIVE MIX）」                                 | 遊戲《偶像大師 灰姑娘女孩》相關歌曲                            |
| 2月18日  | SNOW LETTER                                                                            | Plasmagica | 「SNOW LETTER」                                             | 《SHOW BY ROCK!!》相關歌曲                                     |
| 2月22日  | 這個美術社大有問題！ BD、DVD第6卷特典CD                                                | 宇佐美瑞希（小澤亞李）、可蕾特（上坂堇）、伊萬莉瑪麗亞（東山奈央）、立花夢子（水樹奈奈） | 「（合唱 Ver.）」                                           | 電視動畫《這個美術社大有問題！》片尾曲                         |
| 2月22日  | 這個美術社大有問題！ BD、DVD第6卷特典CD                                                | 可蕾特（上坂堇） | 「」                                                        | 電視動畫《這個美術社大有問題！》相關歌曲                       |

## 图书

### 写真书
- [113]

### 團體成員
1. 1 2 3 4  小鳥遊六花（內田真禮）、丹生谷森夏（赤﨑千夏）、五月七日茴香（淺倉杏美）、凸守早苗（上坂堇）
2. 1 2  紅馬尾（上坂菫）、藍馬尾（相坂優歌）、 黃馬尾（赤﨑千夏）
3. 1 2 3 4  島村卯月（大橋彩香）、澀谷凜（福原綾香）、本田未央（原紗友里）、雙葉杏（五十嵐裕美）、三村加奈子（大坪由佳）、城崎莉嘉（山本希望）、神崎蘭子（內田真禮）、前川未來（高森奈津美）、諸星煌梨（松嵜麗）、多田李衣菜（青木瑠璃子）、赤城米莉亞（黑澤朋世）、新田美波（洲崎綾）、緒方智繪里（大空直美）、安娜斯塔西婭（上坂堇）
4. 1 2  新田美波（洲崎綾）、安娜斯塔西婭（上坂堇）
5. ↑  赤城（藤田咲）、加賀（井口裕香）、瑞鶴（野水伊織）、金剛（東山奈央）、島風（佐倉綾音）、吹雪（上坂堇）
6. 1 2 3 4 5 6 7 8 9  希安（稻川英里）、秋秋（上坂堇）、蕾朵莉（沼倉愛美）、摩亞（佐倉綾音）
7. ↑  有栖川凜（三上枝織）、十六夜花音（大久保瑠美）、宇佐美陽菜（小松未可子）、圓城寺結衣（高森奈津美）、小此木友美（上坂堇）
8. ↑  鈴木結愛（西明日香）、佐藤陽菜（明坂聰美）、高橋葵（荻野可鈴）、田中心春（大橋彩香）、園田萌舞子（上田麗奈）、有栖川凜（三上枝織）、十六夜花音（大久保瑠美）、宇佐美陽菜（小松未可子）、圓城寺結衣（高森奈津美）、小此木友美（上坂堇）
9. ↑  楠明日葉（田村睦心）、若葉昴（佐倉綾音）、成海遙香（雨宮天）、火向井百合（上坂堇）、朝比奈心美（原田瞳）
10. ↑  常磐胡桃（早見沙織）、天野望（東山奈央）、火向井百合（上坂堇）
11. ↑  希安（稻川英里）、秋秋（上坂堇）
12. ↑  克洛艾·魯梅爾（丹下櫻）、茱莉亞·瓦爾柯娃（上坂堇）

## 外部連結
- （日語）VOICE KIT事務所公開簡歷 （页面存档备份，存于）
- （日語）事務所公開簡歷 （页面存档备份，存于）
- （日語）上坂堇｜KING AMUSEMENT CREATIVE （页面存档备份，存于）
- （日語）官方LINE部落格 （页面存档备份，存于）
- （日語）上坂堇｜pixiv （页面存档备份，存于）
- （日語）上坂堇 | Instagram （页面存档备份，存于）
- （日語）上坂堇的X（前Twitter）
- 上坂すみれ YouTube OFFCIAL CHANNEL （页面存档备份，存于）
- （简体中文）上坂堇的哔哩哔哩个人空间